# Nkoyaphiri
Nkoyaphiri är ett samhälle i Botswana.   Det ligger i distriktet Kweneng, i den sydöstra delen av landet, 8 km väster om huvudstaden Gaborone. Nkoyaphiri ligger 1 053 meter över havet och antalet invånare är 1 578.
Terrängen runt Nkoyaphiri är huvudsakligen platt, men åt sydväst är den kuperad. Runt Nkoyaphiri är det ganska tätbefolkat, med 139 invånare per kvadratkilometer.. Närmaste större samhälle är Gaborone, 8,2 km öster om Nkoyaphiri. 
Trakten runt Nkoyaphiri består i huvudsak av gräsmarker.